# Nhà thi đấu Atlas
Nhà thi đấu Atlas  là một nhà thi đấu trong nhà đa năng ở Łódź, Ba Lan, khai mạc vào ngày 26 tháng 6 năm 2009 tại al. Bandurskiego. Đây là một trong những địa điểm lớn nhất của Ba Lan với chỗ ngồi 10,400, với thêm 3.000 tùy chọn, nó có 1.500 chỗ đậu xe và 11 phòng chờ VIP (mỗi phòng đều có sân thượng). Nhà thi đấu tổ chức các hội nghị, buổi hòa nhạc và các sự kiện thể thao (ví dụ như bóng chuyền, bóng rổ, điền kinh và khúc côn cầu trên băng). Vào tháng 8 năm 2009, Tập đoàn Atlas đã mua quyền đặt tên cho đấu trường trong khoảng thời gian 5 năm.

## Sự kiện

### Sự kiện thể thao
- CEV Champions League (PGE Skra Bełchatów làm chủ nhà)
- Chung kết Champions League 2010 CEV
- Phụ nữ Eurobasket 2011
- Chung kết Champions League 2012 CEV
- Vòng loại Giải vô địch thế giới bóng chuyền nữ FIVB 2014 (CEV)
- Giải vô địch thế giới bóng chuyền nam FIVB 2014
- Giải vô địch bóng ném nam thế giới 2023

### Buổi hòa nhạc
| Buổi hòa nhạc tại Atlas Arena | Buổi hòa nhạc tại Atlas Arena | Buổi hòa nhạc tại Atlas Arena           |
| Ngày                          | Nghệ sĩ                       | Chuyến lưu diễn                         |
| ----------------------------- | ----------------------------- | --------------------------------------- |
| 25 October 2009               | Alexandrov Ensemble           |                                         |
| 17 November 2009              | A-ha                          | Foot of the Mountain Tour               |
| 10 February 2010              | Depeche Mode                  | Tour of the Universe                    |
| 11 February 2010              | Depeche Mode                  | Tour of the Universe                    |
| 12 March 2010                 | Rammstein                     | Liebe ist für alle da Tour              |
| 14 March 2010                 | Tokio Hotel                   | Humanoid City World Tour                |
| 11 April 2011                 | Slayer + Megadeth             | World Painted Blood Tour                |
| 18 April 2011                 | Roger Waters                  | The Wall Live                           |
| 19 April 2011                 | Roger Waters                  | The Wall Live                           |
| 17 May 2011                   | Shakira                       | The Sun Comes Out World Tour            |
| 7 November 2011               | Thirty Seconds to Mars        | Into the Wild Tour                      |
| 8 November 2011               | Thirty Seconds to Mars        | Into the Wild Tour                      |
| 11 November 2011              | Sade                          | Sade Live                               |
| 6 December 2011               | Rihanna                       | Loud Tour                               |
| 29 April 2012                 | Andrea Bocelli                |                                         |
| 7 July 2012                   | Elton John                    | Greatest Hits Tour                      |
| 12 September 2012             | Il Divo                       |                                         |
| 21 November 2012              | Sting                         | Back to Bass Tour                       |
| 23 November 2012              | Muse                          | The 2nd Law World Tour                  |
| 14 December 2012              | Smokie                        |                                         |
| 25 March 2013                 | Justin Bieber                 | Believe Tour                            |
| 8 May 2013                    | Mark Knopfler                 | Privateering Tour                       |
| 7 June 2013                   | Eric Clapton                  |                                         |
| 18 June 2013                  | Green Day                     | 99 Revolutions Tour                     |
| 25 June 2013                  | Toto                          | 35th Anniversary Tour                   |
| 3 July 2013                   | Iron Maiden                   | Maiden England World Tour               |
| 19 July 2013                  | Leonard Cohen                 | Old Ideas World Tour                    |
| 13 August 2013                | System of a Down              | System of a Down Reunion Tour           |
| 24 February 2014              | Depeche Mode                  | Delta Machine Tour                      |
| 7 May 2014                    | Charles Aznavour              |                                         |
| 9 May 2014                    | André Rieu                    |                                         |
| 12 May 2014                   | Peter Gabriel                 |                                         |
| 4 June 2014                   | Avenged Sevenfold             |                                         |
| 11 June 2014                  | Black Sabbath                 | Black Sabbath Reunion Tour              |
| 12 June 2014                  | Aerosmith                     | Global Warming Tour                     |
| 28 September 2014             | Il Divo                       |                                         |
| 30 October 2014               | Kylie Minogue                 | Kiss Me Once Tour                       |
| 21 November 2014              | Chicago Blues Brothers        |                                         |
| 15 December 2014              | Lenny Kravitz                 | Strut Europe Tour 2014                  |
| 5 May 2015                    | Scorpions                     | Return to Forever/50th Anniversary Tour |
| 29 May 2015                   | André Rieu                    |                                         |
| 27 June 2015                  | Judas Priest                  | Redeemer of Souls Tour                  |
| 10 October 2015               | Metro                         |                                         |
| 17 October 2015               | Lady Pank                     |                                         |
| 25 October 2015               | Deep Purple                   | Now What? World Tour                    |
| 20 November 2015              | Slash                         | World on Fire World Tour                |
| 21 November 2015              | Alexandrov Ensemble           |                                         |
| 12 December 2015              | Florence and the Machine      | How Big Tour                            |
| 2 February 2016               | Imagine Dragons               | Smoke + Mirrors Tour                    |
| 18 March 2016                 | Macklemore & Ryan Lewis       | Part II: A European Tour                |
| 1 May 2016                    | Hans Zimmer                   | Live On Tour 2016                       |
| 28 May 2016                   | Rod Stewart                   | The Hits 2016                           |
| 3 June 2016                   | André Rieu                    |                                         |
| 7 June 2016                   | Korn + Megadeth + Sixx:A.M.   | Power Festival 2016                     |
| 20 October 2016               | The Cure                      | The Cure Tour 2016                      |
| 5 November 2016               | Jean-Michel Jarre             | Electronica World Tour 2016             |
| 23 May 2017                   | Deep Purple                   |                                         |
| 6 November 2017               | Queen + Adam Lambert          | Queen + Adam Lambert Tour 2017–2018     |
| 9 February 2018               | Depeche Mode                  | Global Spirit Tour                      |
| 15 February 2019              | Twenty One Pilots             | The Bandito Tour                        |
| 24 February 2019              | Nicki Minaj                   | NickiWrldTour                           |